# 大源镇 (杭州市)
大源镇，中国浙江省西北部杭州市富阳区下辖的一个镇。	

## 行政区划
现辖：
大源社区、勤功村、史家村、觃口村、杨元坎村、三岭村、虹赤村、青山村、骆村、大同村、新关村、东前村、稠溪村、亭山村、大源村和蒋家村。